# Llista de les 100 millors pel·lícules de la història del cinema ucraïnès
Les 100 millors pel·lícules de la història del cinema ucraïnès és una qualificació que es dona de l'1 al 100 a les millors pel·lícules del cinema ucraïnès. Les pel·lícules van ser seleccionades el juny de 2021 pel Centre Cinematogràfic Nacional Oleksandr Dovzhenko de Kíiv, Ucraïna, a través d'una enquesta duta a terme a representants de la comunitat cinematogràfica nacional i internacional.

## Llista
1. Ombres dels avantpassats oblidats (1965), dir. Serguei Paradjànov
2. Zemlya (1930), dir. Alexander Dovzhenko
3. L'Home amb una càmera de cinema (1929), dir. Dziga Vértov
4. La Tribu (2014), dir. Myroslav Slaboshpytskyi
5. La Creu de Pedra (1968), dir. Leonid Osyka
6. La síndrome astènica (1989), dir. Kira Muratova
7. Vols en Somnis i Realitat (1983), dir. Roman Balayan
8. L'ocell blanc marcat amb negre (1971), dir. Yuri Ilyenko
9. El Llarg Comiat (1971), dir. Kira Muratova
10. Babilònia XX (1979), dir. Ivan Mykolaichuk
11. Atlantis (2019), dir. Valentin Vassianovitx
12. La carta perduda (1972), dir. Boris Ivchenko
13. Trobades breus (1967), dir. Kira Muratova
14. Donbass (2018), dir. Serguí Loznítsia
15. En Primavera (1929), dir. Mikhail Kaufman
16. Només "els vells" van a la batalla (1973), dir. Leonid Bykov
17. Perseguint dues llebres (1961), dir. Viktor Ivanov
18. Les aventures del Capità Wrongel (1976-1979), dir. David Cherkassky
19. Zvenigora (1928), dir. Alexander Dovzhenko
20. Moї dumki tikhi (literalment, "Els meus pensaments estan en silenci"; 2019), dir. Antonio Lukitx
21. Bé per als assedegats (1965), dir. Yuri Ilyenko
22. Stxàstie Moió (literalment, "La meva alegria"; 2010), dir. Serguí Loznítsia
23. Varta1, Lviv, Ucraïna (2015), dir. Yuriy Hritsyna
24. Sovist (1968), dir. Volodymyr Denysenko
25. El pa (1929), dir. Nikolai Shpikovsky
26. Un jove sever (1935), dir. Abram Room
27. Arsenal (1929), dir. Alexander Dovzhenko
28. Entusiasme (1931), dir. Dziga Vertov
29. L'Arc de Sant Martí (1944), dir. Mark Donskoy
30. Prometeu (1936), dir. Ivan Kavaleridze
31. El cercador de si mateix (1929), dir. Nikolai Shpikovsky
32. Jo i els altres (1971), dir. Fèliks Sòbolev
33. La vigília d'Ivan Kupala (1968), dir. Yuri Ilyenko
34. La Terra és blava com una taronja (2020), dir. Irina Tsílik
35. Maidan (2014), dir. Serguí Loznítsia
36. Una pregària per Hetman Mazepa (2001), dir. Yuri Ilyenko
37. Crepuscle (2014), dir. Valentin Vassianovitx
38. Volcà (2018), dir. Roman Bondarchuk
39. Eneida (1991), dir. Volodymyr Dakhno
40. Escriu el teu nom (2006), dir. Serhii Bukovskyi
41. Estimo, dir. Leonid Lukov
42. Romanç de guerra (1983), dir. Pyotr Todorovsky
43. Bumbarash (1971), dir. Abram Naroditsky i Nikolai Rasheyev
44. El foc vivent (2015), dir. Ostap Kostyuk
45. Primavera en el carrer Zarechnaya (1956), dir. Feliks Mironer i Marlen Khutsiev
46. Pervii Etage (1990), dir. Igor Minayev
47. Koliivshchyna (1933), dir. Ivan Kavaleridze
48. Dos dies (2011), dir. Avdotya Smirnova
49. Txernòbil - Crònica de setmanes difícils (1986), dir. Vladimir Shevchenko
50. L'illa del Tresor (1988), dir. David Cherkassky
51. El policia sentimental (1992), dir. Kira Muratova
52. El tramvia anava, número nou (2002), dir. Stepan Koval
53. El que va a la mar (1965), dir. Leonid Osyka
54. Shamara (1994), dir. Nataliya Andriychenko
55. Tan tardana, tan càlida tardor (1981), dir. Ivan Mykokaichuk
56. Xèrifs ucrainesos (2015), dir. Roman Bondarchuk
57. Set passos cap a l'horitzó (1968), dir. Felix Sobolev
58. Ordre de detenció (1926), dir. Georgiy Tasin
59. A gran cost/El cavall que plora (1957), dir. Mark Donskoy
60. Cap a casa (2019), dir. Nariman Aliev
61. Reina de la Gasolinera (1963), dir. Olexiy Myshurin i Nikolai Litus
62. El bes (1983), dir. Roman Balayan
63. Tres històries (1997), dir. Kira Muratova
64. Interpretació de somnis (1990), dir. Andrei Zagdansky
65. Un amic del difunt (1997), dir. Viacheslav Kryshtofovych
66. Per avorriment (1967), dir. Artur Voytetsky
67. Desintegració (1990), dir. Mikhail Belikov
68. Gos a taques corrent a la vora del mar (1991), dir. Karen Gevorkian
69. Vianants (2005), dir. Igor Strembitskyy
70. Inanició d'oxigen (1991), dir. Andrey Donchik
71. El nostre pa honest (1964), dir. Kira Muratova
72. Adéu, cinèfils (2014), dir. Stanislav Bityutsky
73. Sergei Parajanov. Visita (1994), dir. Anatoly Sirikh
74. El Cotxer de la Nit' (1928), dir. Georgiy Tasin
75. Mamay (2003), dir. Oles Sanin
76. Carreteres nevades... (2004), dir. Yevgeny Sivokon
77. Llop solitari (1978), dir. Roman Balayan
78. Sense signes evidents (2018), dir. Alina Gorlova
79. Cantants de la calidesa (2019), dir. Nadia Parfan
80. L'Afinador (2004), dir. Kira Muratova
81. Les tempestes de juliol (1989-1991), dir. Viktor Shkurin i Anatoly Karas
82. Ciborgs: Els herois mai no moren (2017), dir. Akhtem Seitablayev
83. Gamer (2011), dir. Oleg Sentsov
84. Cossacs (1967-1995) Sèrie de dibuixos animats.
85. Mon pare és el germà de ma mare (2017), dir. Vadim Ilkov
86. Acompanyant (2017), dir. Arkady Nepitalyuk
87. Flors de llicsó (1992), dir. Aleksandr Ignatusha
88. Efecte de presència (2004), dir. Leonid Pavlovsky
89. V.Silvestrov (2019), dir. Serhii Bukovskyi
90. Declaració d'amor (1966), dir. Rollan Sergienko
91. La campanya sense precedents (1931), dir. Mikhail Kaufman
92. Cartes a Amèrica (1999), dir. Kira Muratova
93. A través de les llàgrimes (1928), dir. Grigori Gritscher-Tscherikower
94. Memòria (1990), dir. Vladimir Saveliev
95. El somni (1964), dir. Volodymyr Denysenko
96. Més fort que les armes (2017), dir. Volodymyr Tykhy, Yulia Gontaruk, i Roman Lyuby
97. Riven Txórnogo (literalment "Nivell negre", 2017), dir. Valentin Vassianovitx
98. Krótkaia (literalment, "Una criatura gentil"; 2017), dir. Serguí Loznítsia
99. Biosfera! Temps de Consciència (1974), dir. Felix Sobolev
100. Aerograd (1935), dir. Alexander Dovzhenko